# Passiflora cirrhipes
Passiflora cirrhipes Killip – gatunek rośliny z rodziny męczennicowatych (Passifloraceae Juss. ex Kunth in Humb.). Występuje naturalnie w Peru i Boliwii. 

## Morfologia
PokrójZdrewniałe, trwałe, nagie liany.
LiściePodłużnie owalne lub owalne, rozwarte lub ostrokątne u podstawy. Mają 6,5–8,5 cm długości oraz 3,5–6,5 cm szerokości. Całobrzegie, ze spiczastym wierzchołkiem. Ogonek liściowy jest owłosiony i ma długość 5–15 mm. Przylistki są liniowe, mają 5–7 mm długości.
KwiatyPojedyncze. Działki kielicha są liniowo podłużne, mają 1,5 cm długości. Płatki są łopatkowate. Przykoronek ułożony jest w trzech rzędach, żółty, ma 8–14 mm długości.
OwoceSą elipsoidalnego kształtu. Mają 5–6 cm długości i 3,5 cm średnicy.